# Леишоиш Спорт Клуб
Леишоиш Спорт Клуб (на португалски: Leixões Sport Club) е спортен клуб от Матузинюш, Португалия.
Развива секции по футбол, бокс, карате, волейбол, плуване и билярд. Неговият професионален футболен отбор е създаден през 1907 г. и това го прави един от най-старите спортни клубове в Португалия. Въпреки че не е от известните клубове, успява да печели през 1960 г. Купата на Португалия (срещу ФК Порто) и редовно участва в Европейските клубни турнири. В края на 70-те години изпадат в долните дивизии на Португалия по футбол и биват привидно забравени, но през 2002 г. се завръща на голямата сцена като се класират отново на финал за Купата на Португалия. Губят го с 0:1 от Спортинг Лисабон, които стават и национални шампиони в същата година. Като финалисти участват в турнира за Купата на УЕФА. Там губят реванша с 5:3 от гръцкия ПАОК Солун след спечелване на първия двубой с 2:1 у дома си. През 2004 г. се изкачва до Лига де Онра, а 2007 г. печели промоция за Португалска лига, след 18-годишно отсъствие.

## Успехи
- Носител на Купа на Португалия 1:

1961
- - Финалист за Купа на Португалия 1:

2002
- - Финалист за Суперкупа на Португалия 1:

2002
- Шампион на Лига де Онра 1:

2007

## Български футболисти
- Христо Сотиров: 1989/91 - (33 мача - 6 гола)
- Едуард Ераносян: 1990/91 - (31 мача - 22 гола), 1982/93 - (20 мача - 4 гола), 1996/98 - (26 мача - 7 гола)
- Живко Галибаров: 1991/92 - (8 мача - 0 гола)
- Стефан Драганов: 1998/99 - (8 мача - 1 гол)

## Бивши треньори
- Едуард Ераносян